# Eumeta
Eumeta là một chi bagworm moths. Có 18 loài được mô tả ở châu Phi, châu Á và châu Đại Dương.

## Các loài
- Eumeta bougainvillea
- Eumeta cervina
- Eumeta crameri
- Eumeta hardenbergi
- Eumeta layardi
- Eumeta maxima
- Eumeta mercieri
- Eumeta minuscula
- Eumeta moddermanni
- Eumeta nietneri
- Eumeta pictipennis
- Eumeta pryeri
- Eumeta rotunda
- Eumeta rougeoti
- Eumeta sikkima
- Eumeta strandi
- Eumeta variegata
- Eumeta wallacei